# ユーロスポーツ (商業施設)
ユーロスポーツは、日本の「株式会社プロ・フィット スポーティング」が運営するスポーツ用品店の名称である。英文表記ではEURO SPORTSとなり、こちらの名称も頻繁に使用される。

## 概要
現在は直営店として日本国内に「EURO SPORTS」（ユーロスポーツ）4店舗、この他にサングラスショップの「ES EYEWAER」を6店舗展開する。ユーロスポーツの直営店は、大規模商業施設ではなくサーキット（モータースポーツ）やスタジアム（サッカー）の大規模施設に付属している点に特徴があり、3店舗ではフォーミュラ1(F1)を中心としたモータースポーツ関連、本社所在地を兼ねる1店舗（味の素スタジアム店）ではサッカー関連の商品（グッズ）を販売している。また、運営会社の他業務とも連携し、モータースポーツではF1に参加する複数チームの公式グッズ日本独占輸入販売、サッカーではFC東京や東京ヴェルディの公式グッズ販売なども手がけ、各ジャンルの直営店で販売している。この他、インターネットによる通信販売も実施している。

## 略歴
- 1993年 - 株式会社プロ・フィット社設立、同年に現名称に変更。
- 1996年 - 鈴鹿サーキットに直営第1号店を開設し、モータースポーツグッズを販売。
- 1999年 - LOFT渋谷店にサングラス直営店第1号店を開設。
- 2001年 - FC東京のオフィシャルショップとして東京スタジアム店を開設（2002年、移転のため閉店）。
- 2002年 - サッカーショップ第1号店として味の素スタジアム店を開設。

## 店舗所在地
- モータースポーツショップ
  - 鈴鹿サーキット店（三重県鈴鹿市）、メガウェブ店（東京都江東区）、富士スピードウェイ店（静岡県駿東郡小山町）
- サッカーショップ
  - 味の素スタジアム店（東京都調布市、本社を併設）